# Simke Kloostermanpriis
De Simke Kloostermanpriis is een literatuurprijs voor Friestalige jeugdliteratuur. De prijs wordt sinds 1983 om de drie jaar uitgereikt door de Simke Kloostermanstichting in Twijzel, de beheerder van de nalatenschap van de Friese schrijfster Simke Kloosterman (1876-1938). 
Voorheen konden studenten uit Friesland een beroep doen op een stipendium van de stichting, zo had Simke in haar testament bepaald. Het verzoek moest dan wel in foutloos Fries worden ingeleverd. Van deze mogelijkheid werd echter weinig gebruik gemaakt, en met de intrede van het studiefinancieringsstelsel in 1996 was de noodzaak helemaal weg. 
De prijs wordt uitgereikt, nadat een professionele jury haar keus heeft bepaald. Op de middag van de uitreiking verzamelen de regenten van de stichting, de voorzitter van de jury en de winnaar zich in het Simke Kloostermanhûs te Twijzel, waarna zij gezamenlijk, en te voet, naar de oude dorpskerk gaan. Hier vindt het officiële gedeelte plaats: de bekendmaking, de uitreiking, muziek, toespraken, dankwoorden. Daarna gaat de stoet terug naar de tuin van het Simke Kloostermanhûs, waar de festiviteiten worden voortgezet. Voor de protocollen rond de prijs werkt de stichting samen met Tresoar, in Leeuwarden. 
De eerste uitreiking vond in 1983 plaats, winnaar was toen Reinder Rienk van der Leest met het boek Cap súd.

## Winnaars van de Simke Kloostermanpriis
- 2025 - Mirjam van Houten - Jelle en juf
- 2022 - I.E. Bloem - It neidiel fan 'e twivel
- 2019 - Auck Peanstra en Riemkje Pitstra - Tomkes foarlêsfeest
- 2016 - Hanneke de Jong -, Trettjin dagen om in spetterjend feest te organisearjen
- 2013 - Thys Wadman - De oerwinnings fan Tido Houtsma (illustraties: Gerrit de Jong)
- 2010 - Hanneke de Jong - Salsafamke
- 2007 - Lida Dykstra - Lederwyntsje, bern mei krêften (illustraties: Monique Beijer)
- 2004 - Lida Dykstra - Mûske myn famke (illustraties: Piet Grobler)
- 2001 - Eppie Dam - Dingeman krijt wjukken (illustraties: Gerrit Terpstra)
- 1998 - Auck Peanstra - Yn piama de dyk oer
- 1995 - Berber van der Geest - De kilekanen (illustraties: Laura Lava)
- 1992 - Mindert Wijnstra - It hûs fol ferhalen (illustraties: Babs Wijnstra)
- 1989 - Berber van der Geest - Bartele Bûse
- 1986 - Akky van der Veer - Swart op wyt
- 1983 - Reinder Rienk van der Leest - Cap Súd